# Млечник камфорный
Мле́чник ка́мфорный (лат. Lactárius camphorátus) — гриб рода Млечник (Lactarius) семейства Сыроежковые (Russulaceae). Условно-съедобен.

## Описание
- Шляпка ∅ 3—6 см, сначала выпуклая с загнутым краем, потом распростёртая или вдавленная, с центральным бугорком и ребристым краем. Кожица красновато-коричневого цвета, гладкая, матовая, гигрофанная.
- Пластинки слегка низбегающие, частые, относительно широкие, с пластиночками, розоватые, к старости темнеют. Базидии 26—33×6,5—8 мкм. Цистиды веретеновидные, 33—40×4—5,5 мкм.
- Споровый порошок от белого до кремового цвета. Споры 7,5—8×6—7,5 мкм, бородавчатой орнаментации с тонкой неполной сетью и бородавками до 1 мкм высотой.
- Ножка ∅ до 0,6 см, 3—5 см в высоту, цилиндрическая, тонкая, ломкая, иногда суженная у основания, в нижней части гладкая, в верхней — бархатистая, одного цвета со шляпкой или светлее.
- Мякоть рыхлая, ломкая, красновато-коричневая, с неприятным запахом кумарина, который сравнивают с запахом камфоры или раздавленного клопа, пресная или сладковатая.
- Млечный сок обильный, водянистый, беловатый, окраску на воздухе не меняет.

### Изменчивость
Цвет шляпки и ножки варьирует от красновато-коричневого до тёмно-коричневого. Пластинки могут быть охристого или красноватого цвета, с возрастом покрываются ржаво-коричневыми пятнами. Ножка с возрастом темнеет.

## Экологияи распространение
Образует микоризу с различными хвойными, реже с лиственными деревьями. Встречается в хвойных, смешанных и лиственных лесах на кислой, рыхлой почве, во мху и на гниющей древесине. Обычен в умеренной зоне Евразии и Северной Америки.
Сезон: август-сентябрь.

## Сходные виды
Гриб имеет сильный характерный запах, поэтому спутать его с другими видами достаточно сложно.

## Синонимы

### Латинские синонимы
- Agaricus camphoratus Bull., 1792
- Agaricus subdulcis var. camphoratus (Bull.) Fr., 1821
- Galorrheus camphoratus (Bull.) P. Kumm., 1871
- Lactifluus camphoratus (Bull.) Kuntze, 1891
- Agaricus lactifluus L., 1753 basionym
- Lactarius lactifluus (L.) Quél., 1886

### Русские синонимы
- Груздь камфорный

## Пищевые качества
Гриб съедобен, но считается низкокачественным из-за своего запаха. Используется сушёным в виде приправы и солёным.